# 邁斯納效應

邁斯納效應的示意圖。在低於臨界溫度時，由箭嘴代表的磁場線會被超導體所排斥。

邁斯納效應（英語：Meissner effect）或邁斯納—奧克森菲爾德效應（英語：Meissner–Ochsenfeld effect）是超導體從一般狀態相變至超導態的過程中對磁場的排斥現象，於1933年時被瓦爾特·邁斯納與羅伯特·奧克森菲爾德在量度超導錫及鉛樣品外的磁場時發現。在有磁場的情況下，樣品被冷卻至它們的超導相變溫度以下。在相變溫度以下時，樣品幾乎抵銷掉所有裡面的磁場。他們只是間接地探測到這個效應；因為超導體的磁通量守恆，當裡面的場減少時，外面的場就會增加。這實驗最早證明超導體不只是完美的導電體，並為超導態提供一個獨特的定義性質。

## 解釋

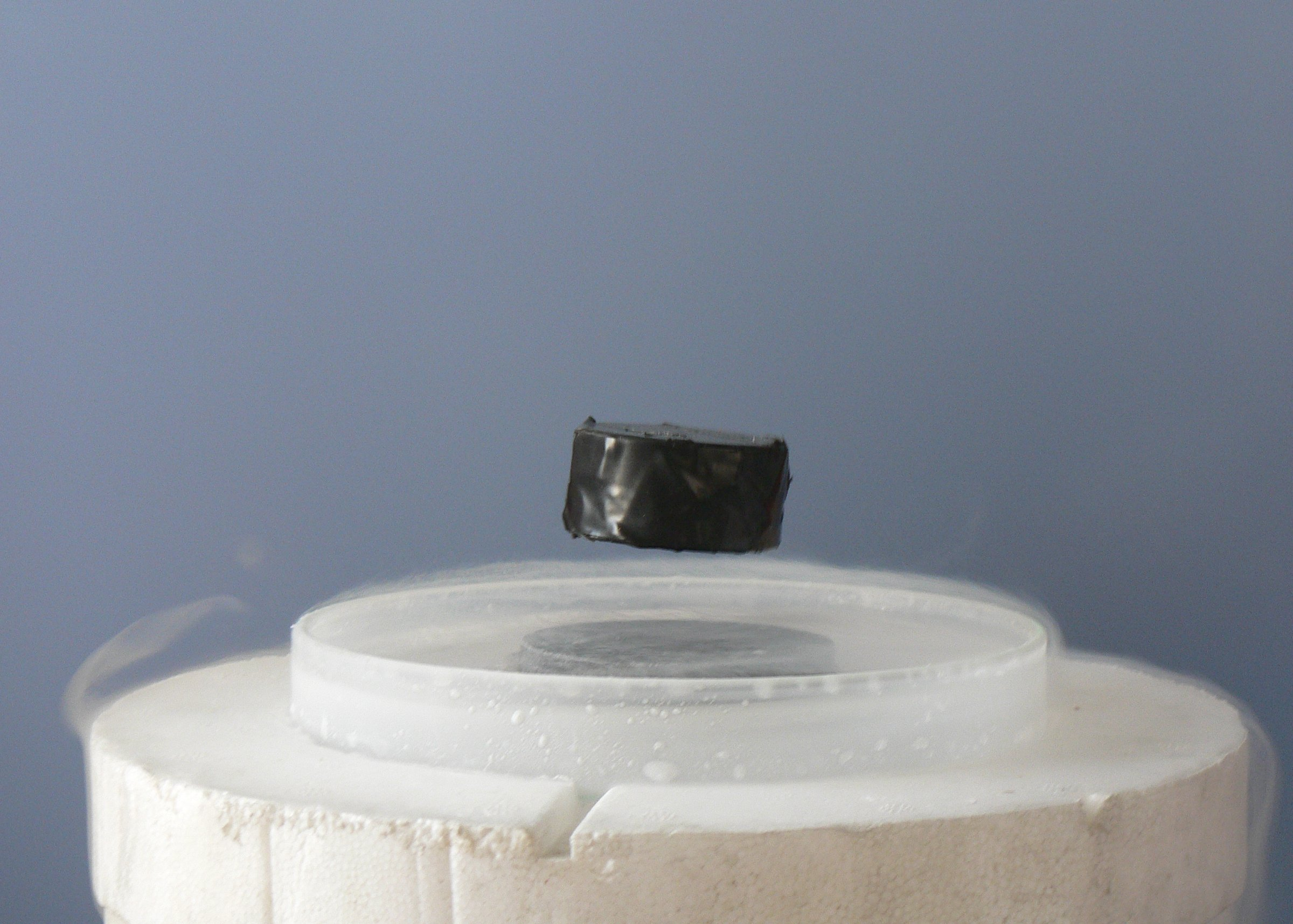
由液態氮所冷卻的超導體把磁石懸浮起來。

在弱場下，超導體幾乎“排斥”掉所有的磁通量，磁力線無法穿透超導體。它通過在其表面建立起電流來達到這點。這些表面電流的磁場與外加的磁場在超導體內互相抵消。由於磁場排斥（或抵消）並不隨時間而改變，所以導致這效應的電流（又稱持久電流）並不會因時間而減弱。因此電導率可被視為無限：即超導體。
在接近表面的一定距離內，磁場並不會被完全抵消，這個距離被稱為倫敦穿透深度。每一種超導體都有其特有的穿透深度。
任何完美的零電阻導電體都會因為在零电阻下简单的電磁感應現象，阻止通過其表面的磁通量改變。超導體的邁斯納效應跟以下现象区别：普通导体在恒定磁场的作用下，通过降低温度从正常状态转变为超导状态时，磁通量在此过程中被排斥。迈斯纳效应不能像这个现象一样简单地被无限电导率解释。磁体被已经达到超导态的导体作用而悬浮的现象不是迈斯纳效应，原来不受力的磁体在被冷却达到其临界转变温度时受到超导体的排斥才是迈斯纳效应。

## 完美抗磁性
處於邁斯納態的超導體會表現出完美抗磁性，或超抗磁性，意思是超導體深處（離表面好幾個穿透深度的地方）的總磁場非常接近零。亦即是它們的磁化率{\displaystyle \chi _{v}} = −1。抗磁性體的定義為能產生自發磁化的物料，且磁化方向與外加場直接相反。然而，超導體中抗磁性的基本來源與一般材料的非常不同。在一般材料中，抗磁性是原子核旁電子的軌道自旋，與外加磁場間電磁感應的直接結果。在超導體中，完美抗磁性的假象是由持久的屏蔽電流所引起的，電流的流動方向與外加場相反（邁斯納效應）；抗磁性並非只由軌道自旋所引起。

## 结果
邁斯納效應的發現使得弗里茨·倫敦與海因茨·倫敦於1935年得出超導的現象理論。這套理論解釋了無電阻運輸與邁斯納效應，並提供了早期的超導預測。然而，這套理論只解釋到實驗觀測結果——使用它並不能夠找出超導現象的微觀來源。不過，所有的微觀理論都需要能夠重現這種效應。1957年的BCS理論就成功辦到這一點。但是，現時邁斯納效應的理論，包括現象的倫敦理論、微觀的BCS理論以及古典電動力學，明顯離完整還有相當距離。問題在於描述電動勢的法拉第電磁感應定律，在邁斯納效應的靜止條件下等於零，而現時的理論並沒有提出其他電力來加速電子，直至電子達至倫敦方程所描述的超電流穩定態。很明顯地，這樣的加速對宏觀的觀測者而言不可能是瞬時的，因為會破壞因果原理。這個問題在有暫態超電流的系統內進行過分析這個模型是基於把庫珀對當成零自旋的玻色子處理，結果在漸近時與倫敦方程一致。但是，解決問題還需要對馬克士威－勞倫茲電動力學作出一些有疑義的延伸。

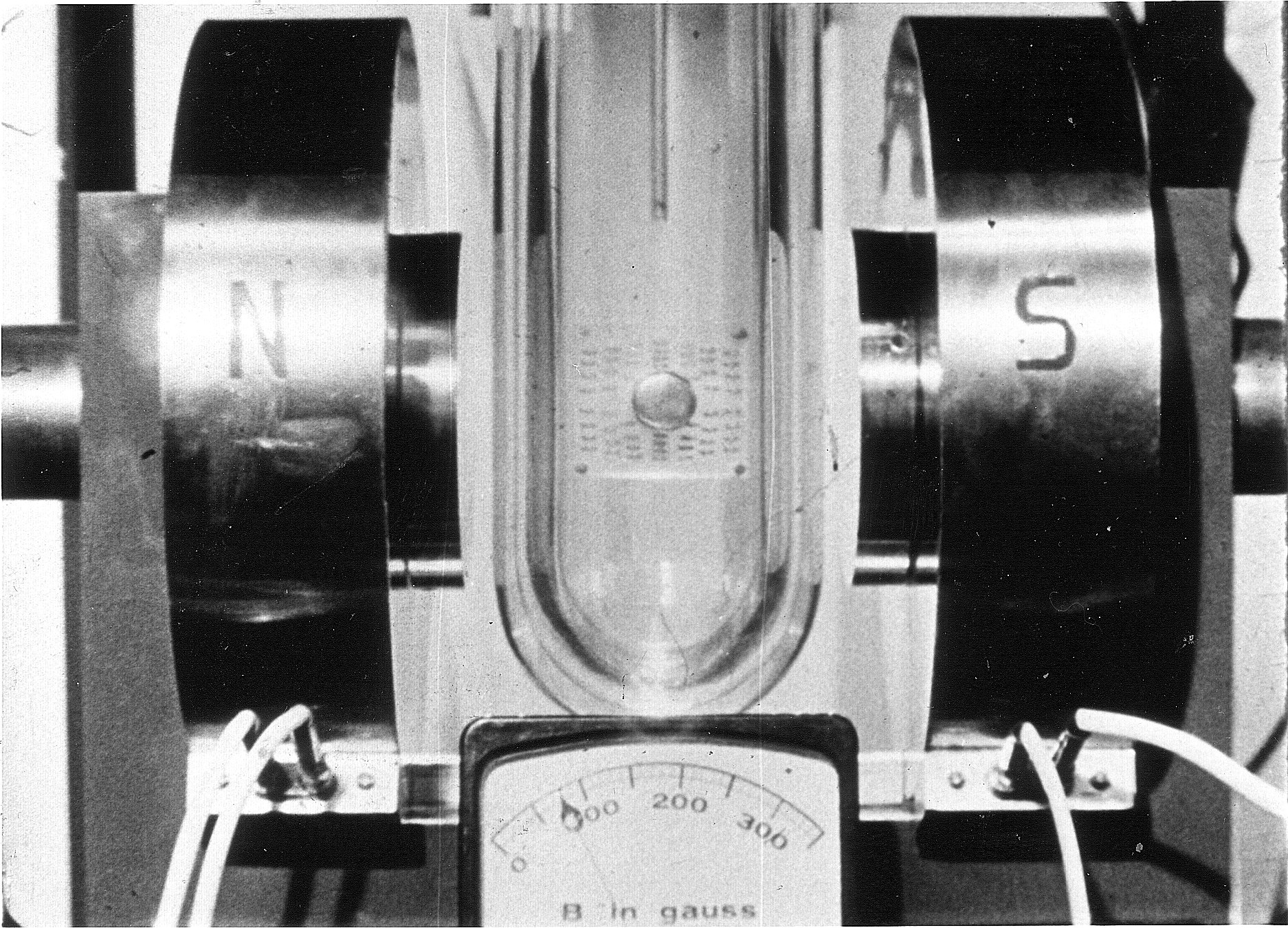
一錫製的圓柱體——在一注滿液態氦的杜瓦瓶中——被置於一電磁鐵的兩極之間。磁場約為8 mT（80 G）。
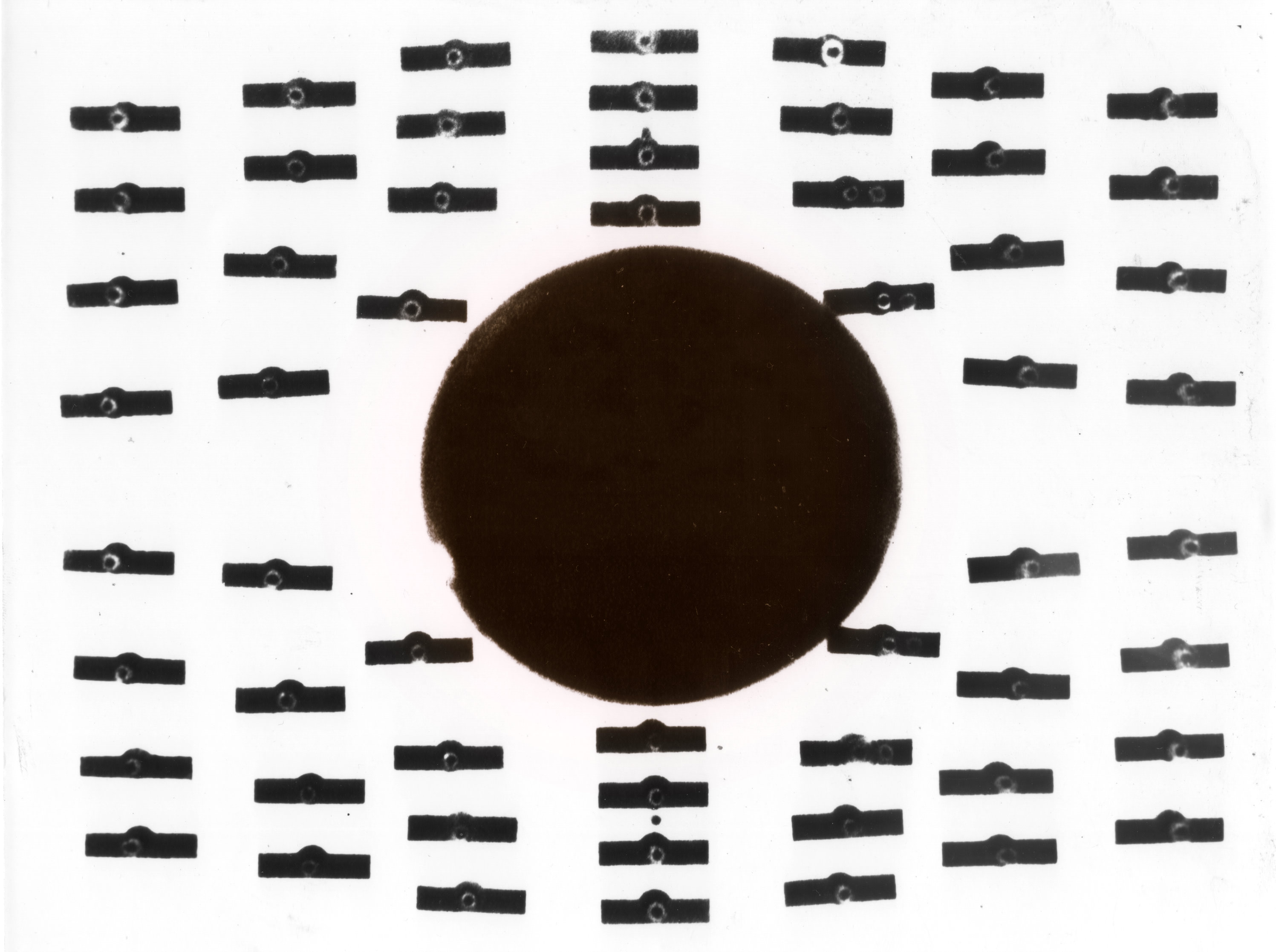
T=4.2 K，B=8 mT（80 G）。錫處於普通的電導態。指南針們顯示磁通量穿過圓柱體。
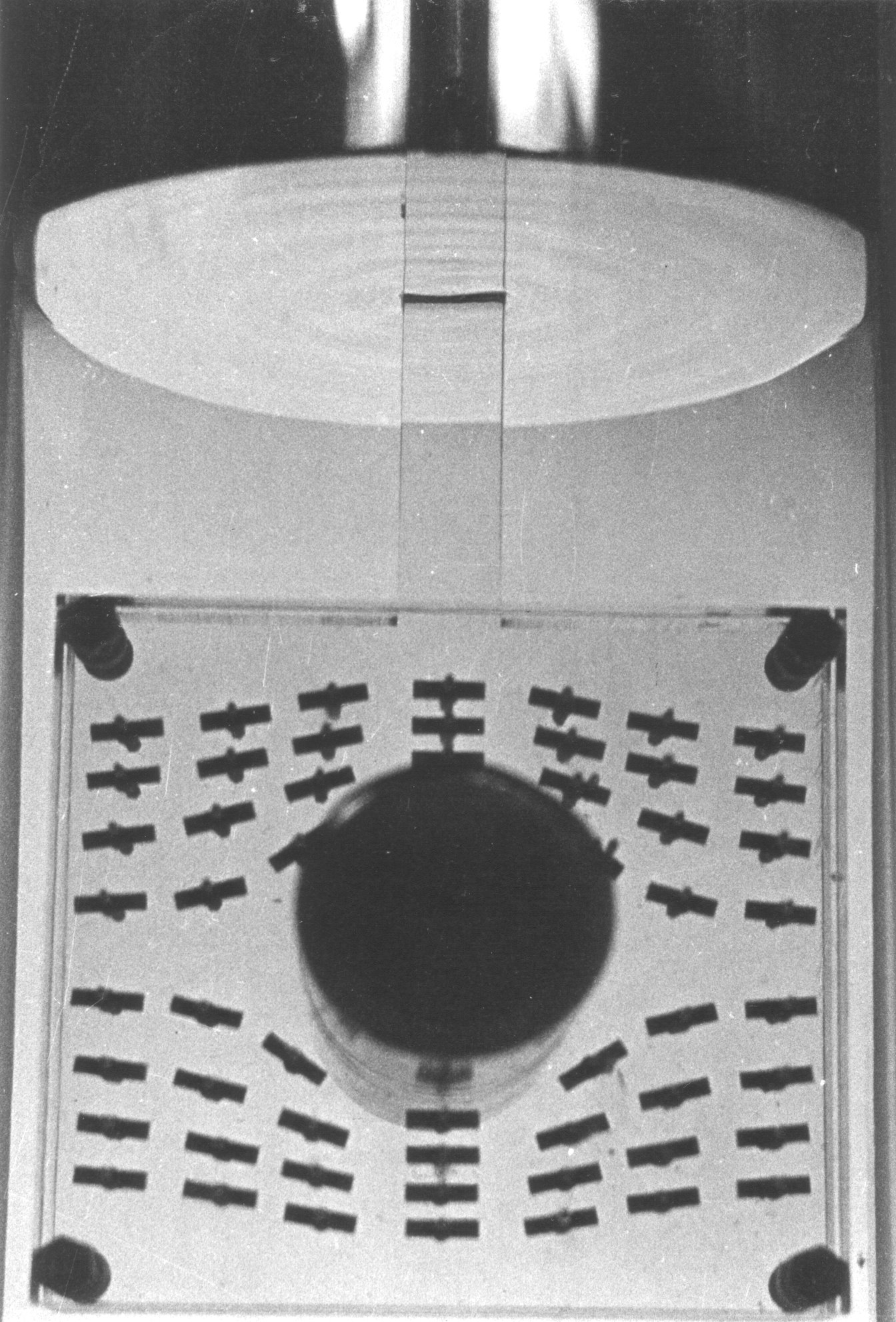
圓柱體從4.2 K被冷卻至1.6 K。電磁鐵的電流保持不變，但錫在大約3 K就成了超導體。磁通量受到圓柱體的排斥（邁斯納效應）。

## 希格斯機制的範例
超導體的邁斯納效應可用作規範場的質量M（即倒數範圍，{\displaystyle \lambda _{M}:=h/(Mc)}，其中h為普朗克常數，c為光速）生成機制的重要範例。實際上，這個類似是希格斯機制的一個可交換例子。在高能物理中，電弱規範粒子
W±
及Z的質量，正是通過希格斯機制所生成的。長度{\displaystyle \lambda _{M}}跟超導理論的“倫敦穿透深度”是一樣的。

## 觀測

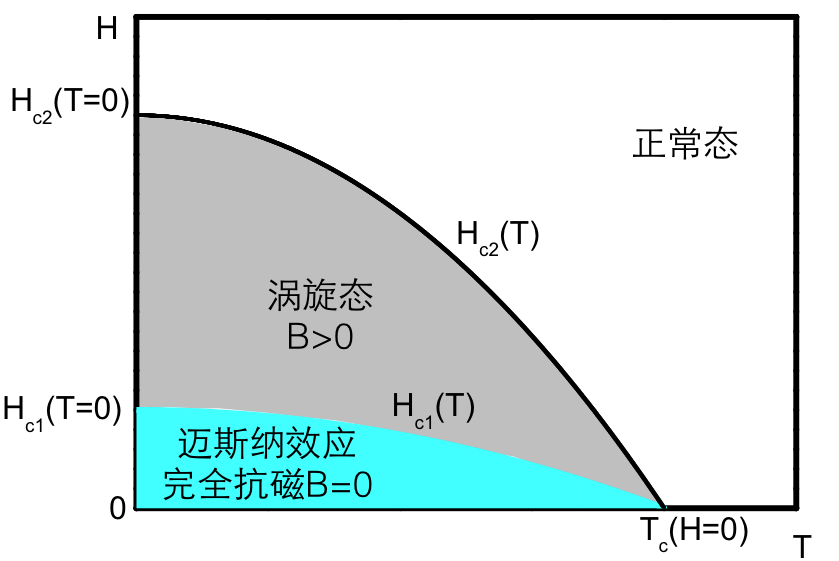
第二类超导体的相图

在發現高溫超導之前，觀測邁斯納效應是一件很難的事，這是因為量度需要在低温且外加磁场较小的条件下（即右图中青色区域）進行。但釔鋇銅氧等高温超导体在液態氮温区就能展示出此效應，对永久磁鐵产生排斥。

## 另見
- 超流體
- 倫敦方程

## 外部連結
- 磁懸浮列車美國高磁場國家實驗室的附音頻投影片展示，討論磁懸浮、磁通量陷捕及超導性。（英文）
- 有關第一類超導體的影片：R=0/相變溫度/B是一種態變量/邁斯納效應/能隙/BCS模型（英文）
- 邁斯納效應（Hyperphysics網） （页面存档备份，存于）（英文）
- 邁斯納效應的影片 （页面存档备份，存于）（英文）
- 邁斯納效應的可能根源 （页面存档备份，存于）（英文）